# Nova Generatsiia
Nova Generatsiia (en ukrainien : Нова ґенерація), qui signifie « Nouvelle Génération » en français, est un magazine futuriste ukrainien, paru de 1927 à 1930.

## Historique

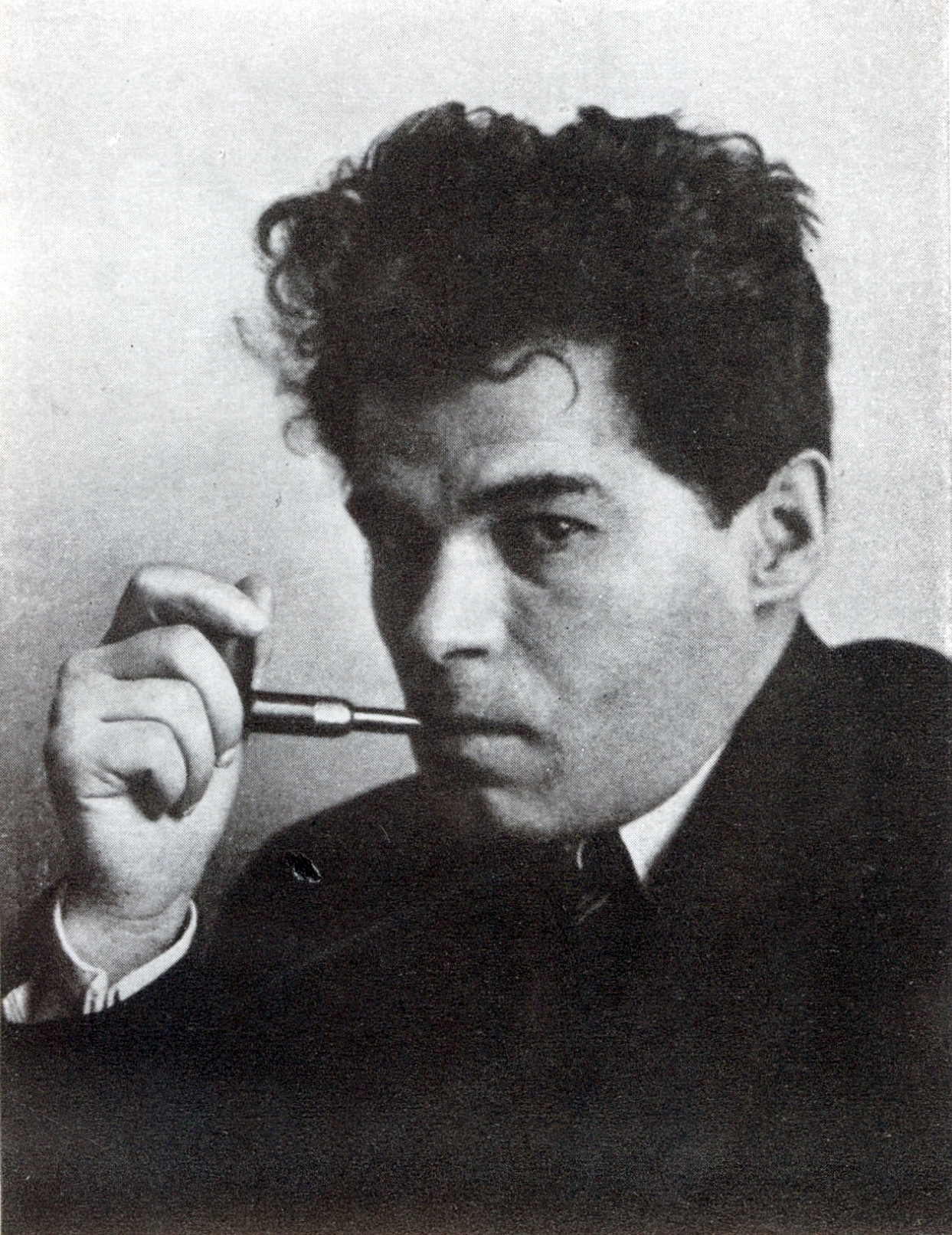
Mikhail Semenko, le rédacteur en chef de Nova Generatsiia et fondateur du futurisme uktainien.

Le magazine est édité par Mikhail Semenko ; il est publié à Kharkiv entre octobre 1927 et décembre 1930. Le magazine devient l'organe officiel d'un groupe de futuristes ukrainiens lui aussi dirigé par Semenko. Le nom de ce groupe est calqué sur celui du magazine. Les membres de ce groupe pense que c'est la fin de l'« art bourgeois » et qu'une période de destruction est nécessaire pour amener un âge de synthèse et la création d'un forme d’art totalement nouvelle et révolutionnaire.

## Teneur
Le but du magazine de Nova Generatsiia est de promouvoir l'art d'avant-garde auprès du grand public ukrainien.
Le magazine met un accent particulier sur l'architecture, le design et l'urbanisme, en suivant de très près les développements européens et surtout allemands dans ces domaines.
La revue s'est aussi intéressée aux développements de l'art moderne en publiant notamment, entre 1928 et 1930, une série d’articles de Kasimir Malevitch sur l’évolution de la peinture moderne de Cézanne au Suprématisme sous le titre Novoye Iskusstvo (Le nouvel art).
Kasimir Malevitch  y compare 113 œuvres  de près de 40 artistes modernes. En 12 chapitres, illustrés de près de 120 reproductions de tableaux tirées de livres ou grandes revues d'art de l'époque comme les Peintres cubistes d'Apollinaire, Peinture et Sculpture Futuriste de Boccioni ou les revues bauhaus, il analyse le passage de l’art représentatif à l’abstraction et en déduit les conséquences sur le futur de l’art moderne.

## Réactions
Le futurisme ukrainien en général et Nova Generatsiia en particulier sont souvent critiqués pour leur orientation à gauche, qui est flagrante dans le magazine. Le magazine est particulièrement décrié par les contemporains, mais il est plus tard reconnu pour son rôle dans l'établissement de l'art ukrainien en tant qu'institution indépendante et moderne. Le magazine est également honoré pour avoir été le dernier en Ukraine à céder aux demandes du Parti communiste qui voulait neutraliser et normaliser les activités artistiques et culturelles dans la seconde moitié des années 1920.